# Drapac Cycling/Saison 2012
Dieser Artikel listet Erfolge und Fahrer des Radsportteams Drapac Cycling in der Saison 2012 auf.
Die UCI gab am 26. Januar 2012 bekannt, dass das Team als eines von drei ozeanischen Continental Teams aufgrund seiner Platzierung in einem fiktionalen Ranking zu Saisonbeginn Startrecht zu allen Rennen der ersten und zweiten UCI-Kategorie der UCI Oceania Tour 2012 hat.

## Erfolge in der UCI Asia Tour
Bei den Rennen der UCI Asia Tour im Jahr 2012 gelangen dem Team nachstehende Erfolge.
| Datum        | Rennen                       | Kat. | Sieger        |
| ------------ | ---------------------------- | ---- | ------------- |
| 10.–16. März | Gesamtwertung Tour de Taiwan | 2.1  | Rhys Pollock  |
| 25. November | Tour de Okinawa              | 1.2  | Thomas Palmer |

## Erfolge in der UCI Europe Tour
Bei den Rennen der UCI Europe Tour im Jahr 2012 gelangen dem Team nachstehende Erfolge.
| Datum   | Rennen                  | Kat. | Sieger           |
| ------- | ----------------------- | ---- | ---------------- |
| 17. Mai | 2. Etappe Flèche du Sud | 2.2  | Floris Goesinnen |

## Erfolge in der UCI Oceania Tour
Bei den Rennen der UCI Oceania Tour im Jahr 2012 gelangen dem Team nachstehende Erfolge.
| Datum      | Rennen                              | Kat. | Sieger        |
| ---------- | ----------------------------------- | ---- | ------------- |
| 28. Januar | 4. Etappe New Zealand Cycle Classic | 2.2  | Thomas Palmer |

## Zugänge – Abgänge
| Zugänge                        | Team 2011            | Abgänge                         | Team 2012       |
| ------------------------------ | -------------------- | ------------------------------- | --------------- |
| Malcolm Rudolph                | Team Jayco-AIS       | Mohammed Adiq Husainie Othman   | Champion System |
| Peter Thompson                 | Neoprofi             | Patrick Drapac * (bis 31. Juli) | Unbekannt       |
| William Walker (ab 1. Februar) | Fuji-Servetto (2009) | Stuart Grimsey (bis 31. Juli)   | Unbekannt       |
| Robbie Hucker (ab 20. Oktober) | Neoprofi             | David Pell (bis 31. Juli)       | Unbekannt       |

## Mannschaft
| Name               | Geburtstag        | Nationalität |
| ------------------ | ----------------- | ------------ |
| Floris Goesinnen   | 30. Oktober 1983  | Niederlande  |
| Robbie Hucker      | 13. März 1990     | Australien   |
| Darren Lapthorne   | 4. März 1983      | Australien   |
| Lachlan Norris     | 21. Januar 1987   | Australien   |
| Thomas Palmer      | 28. Juni 1990     | Australien   |
| Adam Phelan        | 23. August 1991   | Australien   |
| Rhys Pollock       | 14. März 1980     | Australien   |
| Malcolm Rudolph    | 4. Januar 1989    | Australien   |
| Amir Mustafa Rusli | 5. Februar 1987   | Malaysia     |
| Adam Semple        | 18. November 1989 | Australien   |
| Stuart Shaw        | 19. November 1977 | Australien   |
| Peter Thompson     | 3. Juni 1986      | Australien   |
| William Walker     | 31. Oktober 1985  | Australien   |

Anm.: Der Fahrer Patrick Drapac wurde bei der UCI für die Saison 2012 nicht als Radrennfahrer des Continental Teams registriert.